# Елізабет Бугі
Елізабет Джейн Бугі Грегорі (5 жовтня 1920 — 10 квітня 2001) — американська дослідниця в галузі мікробіології. Відома участю в відкритті одного з перших ефективних антибіотиків, стрептоміцина.

## Біографія
Батько Елізабет Чарлз А. Бугі мав лише середню освіту та працював у сталевій компанії, яку заснував. Він прагнув дати своїй доньці найкращу можливу освіту. За спогадами доньки Елізабет Айлін Грегорі, вона цікавилася механікою, але обрала біологію як прийнятний для тогочасної жінки фах.
Елізабет здобула ступінь бакалавра мікробіології Жіночому коледжі Нью-Джерсі. Під час Другої світової війни навчалася в магістратурі Ратгерського університету. Лабораторну практику проходила в лабораторії Зельмана Ваксмана, який займався пошуком нових антибіотиків. Елізабет Бугі працювала разом з Альфредом Шатцом, разом з яким і вийшла наукова стаття в журналі «Proceedings of the Society for Experimental Biology», де було описано виділення нового антибіотика. Антибіотик був названий стрептоміцином і став першим відомим безпечним для людини антибіотиком широкої дії, який допомагав проти туберкульозу. Ваксман за допомогою своїх адвокатів зміг запатентувати відкриття, іншим автором патенту був Шатц, але внесок Бугі не був згаданий. Надалі Ваксман здобув Нобелівську премію з фізіології або медицини за відкриття стрептоміцину, Шатц подав до суду з вимогою визнати його внесок та збільшити обсяг роялті, що виплачувалися за патентом. Роль Бугі ігнорували обидва її співавтори.
1952 року югославський лікар і професор медицини Єфрем Неделькович номінував Шатца, Бугі та Ваксмана на Нобелівську премію з фізіології або медицини. Утім Нобелівський комітет вирішив присудити премію тільки Ваксману.
1950 року одружилася з мікробіологом Френсісом Джорджем Грегорі, з яким мала двох доньок: Патрисію Кемп та Айлін Грегорі. Остання також стала мікробіологинею, працювала в Роллінз-колледжі. Після тривалого періоду перебування вдома з дітьми, Елізабет Бугі Грегорі здобула освіту в галузі книгознавства.
Померла 2001 року в Піттсбургу.

## Наукова діяльність
Перші дослідження Елізабет Бугі були присвячені дослідженню речовин грибного походження — флавіцину та хетоміну. Далі вона працювала в групі, яка відкрила стрептоміцин. Шатц стверджував, що він робив усі експерименти один, хоча незрозуміло, чому він тоді допустив, щоб студентка Бугі була включена в список співавторів статті.
Після захисту диплому Елізабет Бугі працювала над речовинами з маловідомої бактерії роду Micromonospora, виділивши антибіотик мікромоноспорин. Через деякий час вона перейшла працювати в місцеве відділення компанії Merck, де вивчала властивості різних протитуберкульозних антибіотиків.

## Наукові публікації
- Schatz A, Bugie E, Waksman SA. 1944. Streptomycin, a substance exhibiting antibiotic activity against gram positive and gram negative bacteria. Proc Soc Exp Biol Med 55:66 — 69. http://journals.sagepub.com/doi/abs/10.3181/00379727-55-14461
- Bugie, Elizabeth J. 1944. Production of antibiotic substances by Aspergillus flavus and Chaetomium cochliodes. M.Sc. Thesis. Rutgers, The State University of New Jersey, New Brunswick, N.J. https://rutgers.primo.exlibrisgroup.com/discovery/fulldisplay?vid=01RUT_INST:01RUT&docid=alma991014836289704646
- Waksman, SA, Bugie, E. 1943. Strain specificity and production of antibiotic substances. II. Aspergillus flavus-oryzae Group. Proc. Natl. Acad. Sciences, U.S. 29:282-288. https://www.ncbi.nlm.nih.gov/pmc/articles/PMC1078613/
- Waksman SA, Bugie E. 1944. Chaetomin, a new antibiotic substance produced by Chaetomium cochliodes: I. Formation and properties. J Bacteriol. 48:527-30. https://www.ncbi.nlm.nih.gov/pubmed/16560863
- Waksman SA, Geiger WB, Bugie E.1947. Micromonosporin, an antibiotic substance from a little known group of microorganisms. J. Bact. 53 355—357 https://www.ncbi.nlm.nih.gov/pmc/articles/PMC518315/pdf/jbacter00655-0111.pdf
- Waksman SA, Bugie E. 1943. Action of antibiotic substances upon Ceratostomella ulmi. Proc. Soc. Expert. Biol. & Medicine. 54:79-82.